# Jolanta Świętojańska
Jolanta Ewa Świętojańska – polska biolog, prof. dr hab. nauk biologicznych, kierownik Zakładu Bioróżnorodności i Taksonomii Ewolucyjnej Wydziału Nauk Biologicznych Uniwersytetu Wrocławskiego.

## Życiorys
W 1995 ukończyła studia biologiczne na Uniwersytecie Wrocławskim, 21 października 1999 obroniła pracę doktorską Rewizja plemienia Aspidimorphini Obszaru Orientalnego (Coleoptera: Chrysomelidae: Cassidinae), 13 maja 2010 habilitowała się na podstawie pracy zatytułowanej Studia nad stadiami larwalnymi Cassidinae (Coleoptera: Chrysomelidae). Zatrudniona na Wydziale Nauk Biologicznych Uniwersytetu Wrocławskiego.
Jest profesorem i kierownikiem  Zakładu Bioróżnorodności i Taksonomii Ewolucyjnej Wydziału Nauk Biologicznych Uniwersytetu Wrocławskiego.